# Juan Costa
Juan Costa Climent (Castellón de la Plana, 10 de abril de 1965) es un político español que fue ministro de Ciencia y Tecnología entre 2003 y 2004, durante el segundo gobierno de José María Aznar. Es hermano del político del PP Ricardo Costa.

## Biografía
Nació el 10 de abril de 1965 en la ciudad de Castellón de la Plana. Estudió Derecho en la Universidad de Navarra y se especializó en el asesoramiento jurídico de empresas. Ha sido socio director de Ernst & Young Abogados S.L. de 2005 a 2007.
Desde las elecciones generales de 1993 es diputado del Partido Popular en el Congreso por la Provincia de Castellón. Tras las elecciones generales de 1996, en mayo renuncia a su acta de diputado para ser secretario de Estado de Economía y Hacienda en el primer gobierno de José María Aznar. En las elecciones generales del 2000, nuevamente renuncia a su escaño para ser secretario de Estado de Comercio y Turismo. El 4 de septiembre de 2003 es nombrado ministro de Ciencia y Tecnología en sustitución de Josep Piqué, que abandona este cargo para ser el candidato del PP a las elecciones al Parlamento de Cataluña de aquel año.
Nuevamente escogido diputado por la provincia de Castellón en las elecciones generales de 2004 renuncia de nuevo a su escaño a finales de aquel año para ser consejero del Fondo Monetario Internacional (FMI) a petición de Rodrigo Rato. En el congreso del PP que se celebró en Valencia los días 20, 21 y 22 de junio de 2008 se le barajó como un posible rival de Mariano Rajoy a la presidencia del partido, hecho que finalmente no se materializó. En las elecciones generales de 2008 volvió a ser elegido diputado por Castellón.
En noviembre de 2010 renunció a su escaño al ser contratado por la auditora Ernst & Young como responsable de la división internacional sobre el cambio climático.